# Ǐ
Cette page contient des caractères spéciaux ou non latins. S’ils s’affichent mal (▯, ?, etc.), consultez la page d’aide Unicode.
Ǐ (minuscule : ǐ), appelée I caron, I antiflexe ou I hatchek, est un graphème utilisé dans les alphabets de l’awing, du bangolan, du four, du koonzime, du kwanja, du lingala comme variante de la lettre « I » et dans l’oudi comme lettre à part entière. Elle est aussi utilisée dans la romanisation du chinois avec le pinyin. Il s’agit de la lettre I diacritée d'un caron.

## Utilisation

### Langues à tons
Dans plusieurs langues à tonales le ‹ ǐ › représente le même son que le ‹ i › et le caron indique le ton montant. Mais il y a d’autres utilisations :
- Pinyin : le caron indique un ton descendant légèrement et puis montant.

## Représentations informatiques
Le I caron peut être représenté avec les caractères Unicode suivants :
- précomposé (latin étendu B)[1] :

| formes    | représentations | chaînes de caractères | points de code | descriptions                    |
| --------- | --------------- | --------------------- | -------------- | ------------------------------- |
| capitale  | Ǐ               | Ǐ                     | U+01CF         | lettre majuscule latine i caron |
| minuscule | ǐ               | ǐ                     | U+01D0         | lettre minuscule latine i caron |

- décomposé (latin de base, diacritiques) :

| formes    | représentations | chaînes de caractères | points de code | descriptions                                |
| --------- | --------------- | --------------------- | -------------- | ------------------------------------------- |
| capitale  | Ǐ               | I◌̌                    | U+0049 U+030C  | lettre majuscule latine i diacritique caron |
| minuscule | ǐ               | i◌̌                    | U+0069 U+030C  | lettre minuscule latine i diacritique caron |